# Holenderska Kompania Zachodnioindyjska

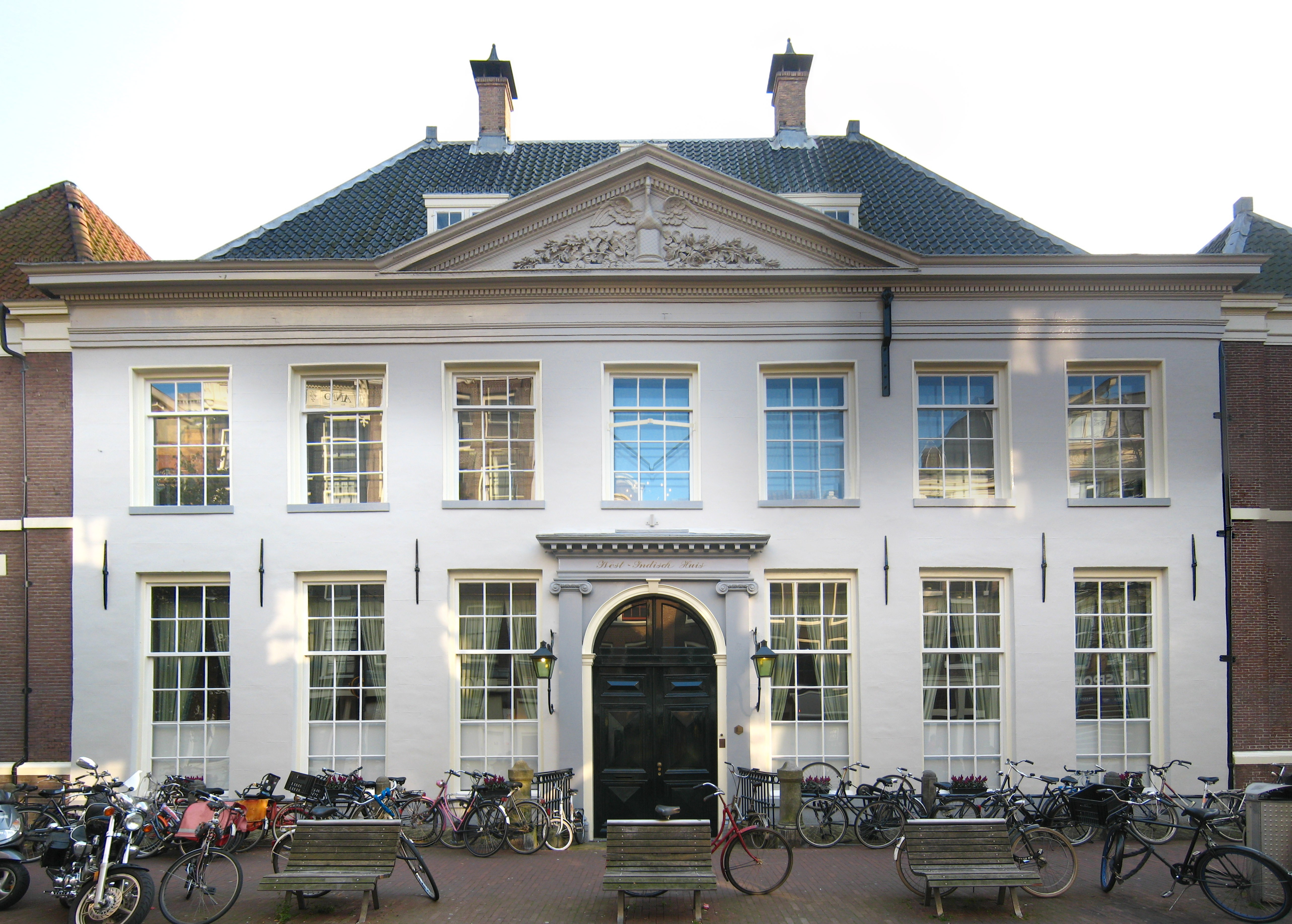
Dom WIC w Amsterdamie

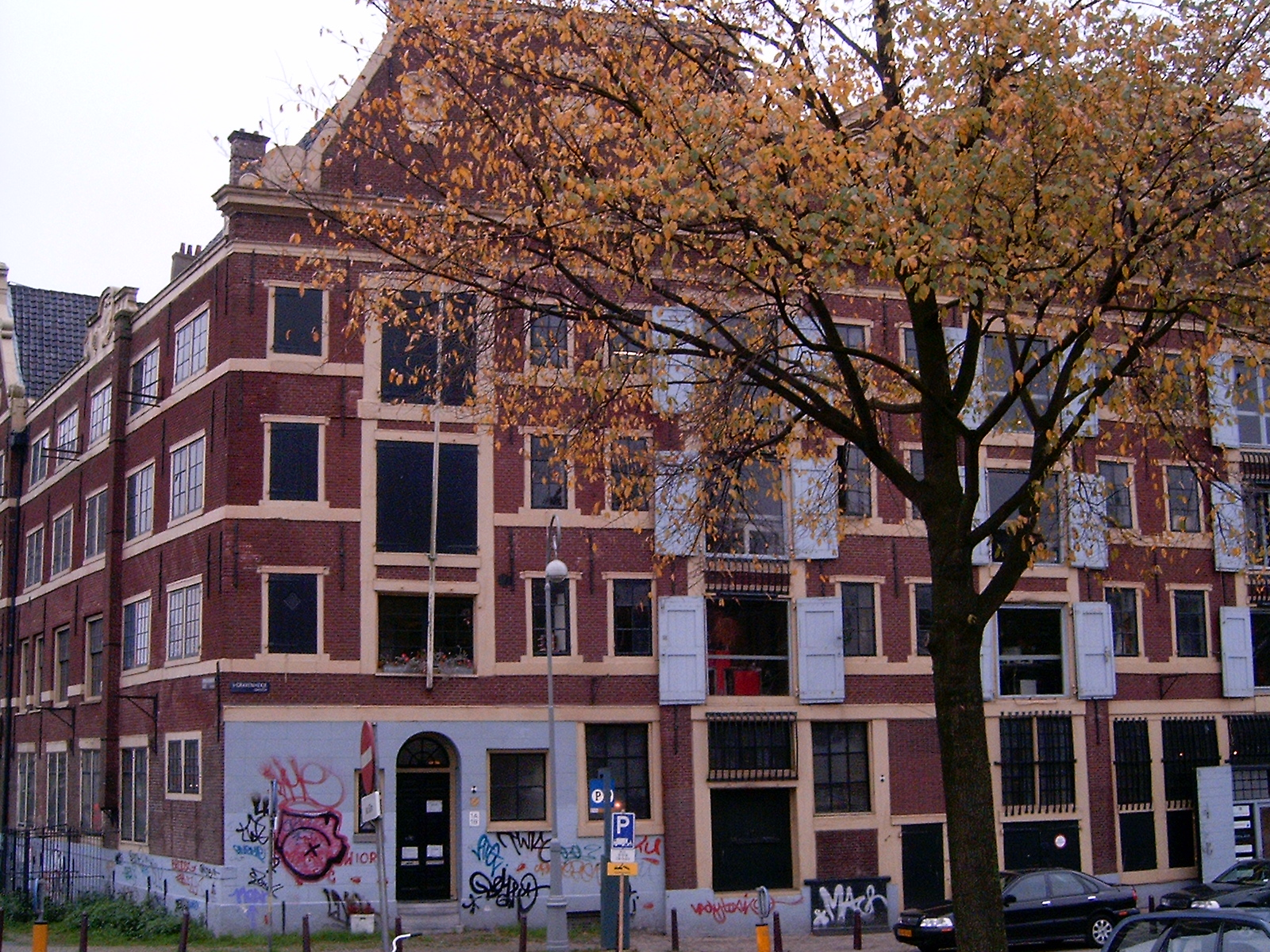
Amsterdamski skład towarów WIC

Holenderska Kompania Zachodnioindyjska (niderl. West-Indische Compagnie, WIC) – holenderska kompania, powstała 3 czerwca 1621 z nadania monopolu handlowego przez Republikę Zjednoczonych Prowincji.

## Historia
We wczesnym okresie kolonizacji Ameryk wyprawy odkrywcze były całkowicie prywatnymi inwestycjami finansowymi. W zamian za ryzyko inwestorzy otrzymywali od monarchy (lub lokalnych władz) prawo do monopolu na handel z nowo odkrytymi ziemiami. Podobnie było w przypadku Kompanii Zachodnioindyjskiej.
Kompania miała szerokie uprawnienia, oprócz floty miała własną armię, mogła prowadzić wojny i zawierać traktaty pokojowe. Zajmowała się żeglugą i handlem głównie w Amerykach (łącznie z obszarem Pacyfiku) i zachodniej Afryce (od zwrotnika Raka do Przylądka Dobrej Nadziei). Zamysłem utworzenia takiej kompanii było wyeliminowanie wzajemnej konkurencji między wieloma już utworzonymi holenderskimi placówkami handlowymi. Miała ona duże znaczenie w holenderskiej kolonizacji Ameryk.
Kompania Zachodnioindyjska wzorowana była na innej holenderskiej organizacji handlowej – Kompanii Wschodnioindyjskiej (utworzonej 20 marca 1602). Różnicą było to, że mogła podejmować zaczepne działania militarne, a nie tylko – jak VOC – w obronie „swoich interesów”, bez aprobaty rządu Republiki Zjednoczonych Prowincji. Podobnie jak Kompania Wschodnioindyjska była podzielona na 5 oddziałów (kamers): Amsterdam, Middelburg, Rotterdam, Hoorn i Groningen. W zarządzie kompanii zasiadało 19 członków (Haaren XIX).
Początki Kompanii Zachodnioindyjskiej były pomyślne. Utworzyła ona wiele nowych faktorii i kolonii. Do najważniejszych należały: Nowe Niderlandy (wraz z miastem Nowy Amsterdam – późniejszy Nowy Jork), Nowa Holandia (dzisiejsza Australia), Gujana Holenderska, Antyle Holenderskie i szereg innych wysepek na Karaibach. Główną siedzibą Kompanii na Karaibach była wyspa Curaçao.
W 1628 nadszedł sukces kiedy flota wojenna kompanii, pod dowództwem admirała Pieta Heina, zdobyła hiszpańską srebrną flotę z rocznym urobkiem tego kruszcu z meksykańskich kopalń.
Handlowano futrami (z Ameryki Północnej), cukrem (z Ameryki Południowej), a z Afryki pochodziły: złoto, kość słoniowa i niewolnicy, wykorzystywani do pracy na plantacjach Gujany Holenderskiej, czy Antyli Holenderskich.
Później nadeszły lata niepowodzeń, utraty kolonii, faktorii, wypierania przez rywalizujące państwa. Ostatecznie Kompania zakończyła działalność w 1674, a na jej miejsce powstała nowa. Nadal kondycja jej była zła i została ona przejęta przez rząd holenderski w 1791, a w 1794 zlikwidowana.